# Teddybears
A Teddybears (korábbi nevükön Teddybears STHLM) svéd alternatív rock együttes, amely 1991-ben alakult Stockholmban. Zenéjükben a pop, rock, hip hop, electronica, reggae, punk rock műfajok keverednek.

## Története
Grindcore zenekarként kezdték karrierjüket, ekkor még Skull volt a nevük. Joakim Åhlund így nyilatkozott a "Teddybears" névvel kapcsolatban: "Ha ismered a svéd vagy norvég black metal színteret, tudod, hogy az összes együttesnek "Corpse Grinder from Hell" jellegű nevei voltak. Szóval a Teddybears-t afféle "minden ellenes" dologként alapítottuk. Mi voltunk Svédország legkeményebb rockegyüttese, és "Plüssmackóknak" hívjuk magunkat". Tagjai medve-maszkokat kezdtek viselni 2006 táján, azelőtt álca nélkül léptek fel. Az eredeti felállás tagjai Patrik Arve, illetve Joakim és Klas Åhlund voltak. Hozzájuk csatlakozott Olsson dobos. Első nagylemezük 1993-ban jelent meg You Are Teddybears címmel, ezt követte az 1996-os I Can't Believe It's Teddybears STHLM. A harmadik stúdióalbumuk, a 2000-es Rock 'n' Roll Highschool már elektronikus zenei elemeket is tartalmazott, ezzel eltértek a korábbi hardcore hangzásviláguktól. Negyedik albumuk, a Fresh 2005-ben jelent meg.

## Tagok
- Patrik Arve – ének, szintetizátor, vocoder, basszusgitár, programozás, ütős hangszerek, billentyűk
- Joakim Åhlund – basszusgitár, programozás, ütős hangszerek, billentyűk, vokál, gitár
- Klas Åhlund – gitár, basszusgitár, ütős hangszerek, billentyűk, vokál

## Korábbi tagok
- Erik Olsson – dob, vibrafon
- Glenn Sundell – dob

## Diszkográfia
- 1993: You Are Teddybears
- 1996: I Can't Believe It's Teddybears STHLM
- 2000: Rock 'n' Roll Highschool
- 2004: Fresh
- 2006 Soft Machine
- 2010: Devil's Music
- 2016: Rock On

### EP-k
- Women in Pain (1991)
- Extra Pleasure (1993)
- Step on It (We Are The Best!) (csak Németországban jelent meg, 1994)
- No More Michael Jackson (2011)